# Willi Buck
Willi Buck (* 27. September 1911 in Herisau; † 3. Juli 1997 in Wil) war ein Schweizer Kirchen-Gold- und Silberschmied, Maler, Zeichner, Plastiker und Glasmaler.

## Leben und Werk
Willi Buck wuchs mit seinen sieben Geschwistern in ärmlichen Verhältnissen auf. Eine ältere Schwester ermöglichte ihm 1926 eine Ausbildung an der Kunstgewerbeschule Zürich. Seinen Lebensunterhalt verdiente er mit Porträts, Modellieren und Arbeiten aus Edelmetall. 1931 schloss er sein Studium als Gold- und Silberschmied mit der höchsten Auszeichnung ab. 
Nach fünf Gesellenjahren eröffnete Willi Buck 1936 an der Oberen Bahnhofstrasse in Wil seine Gold- und Silberschmied-Werkstatt. 1941 heiratete er die aus Ganterschwil stammende Beatrice Gertrud, geborene Heim.
Seine ersten Kirchenwerke, in Kupfer getriebenes und feuervergoldetes Relief für den Tabernakel sowie die Monstranz und in Silber getriebene Relieffiguren, schuf er 1940 für die katholische Kirche St. Peter und Paul in Ganterschwil. Seine Werke zeigte er in Gruppenausstellungen in Basel, Florenz, München, Darmstadt und Salzburg. Zudem war er mit Werken an der Expo 58 in Brüssel vertreten. 
Anfang der 1960er-Jahre gestaltete Willi Buck in Castel Gandolfo für die Kapelle Monte Cuco den Kreuzweg mit 15 Stationen. In seinen späteren Jahren widmete er sich vermehrt der Malerei. 1976 nahm er an zwei internationalen Sakralausstellungen in Belgien und Deutschland teil. 1992 fand eine Retrospektive seiner Werke in der Galerie Kunsthaus Rapp in Wil statt.
Willi Buck schuf für Klöster und über einhundert kirchliche Kunstwerke sowie zahllose sakrale und profane Einzelstücke, die bis nach Afrika, Amerika und in den fernen Osten gelangten.